# فؤاد الركابي
فؤاد أحمد الركابي (1931 - 1971)، سياسي عراقي ومؤسس القيادة القطرية لحزب البعث في العراق في 24 يوليو 1958.

## حياته
ولد بمدينة الناصرية، ودرس الهندسة المدنية في جامعة بغداد، له صله قربى بصالح جبر أحد وزراء العراق في العهد الملكي.

## المناصب التي شغلها
هو أول أمين قطري لحزب البعث العراقي. عين وزيراً للإعمار بعد ثورة يوليو 1958 إلا أنه استقال من منصبه في فبراير 1959 تضامناً مع مجموعة من الوزراء احتجاجاً على عدم تلبية المطالب التي تقدموا بها، ومنها إتاحة المجال أمام أحزاب جبهة الاتحاد الوطني بممارسة نشاطاتها السياسية.
لجأ إلى سوريا في نوفمبر 1959 بعد إصدار أوامر بالقبض عليه، وحكم عليه غيابياً بالإعدام في مارس من عام 1960 بسبب تخطيطه لمحاوله اغتيال عبد الكريم قاسم الفاشلة. منع من دخول العراق بعد حركة 8 فبراير 1963، بسبب انشقاقه عن حزب البعث جناج عفلق وتحالفه مع عبد الناصر بالتعاون مع البعثي الأردني عبد الله الريماوي. ليعود بعد تسلم عبد السلام عارف السلطة بمفرده وقضائه على البعثيين من جناح علي السعدي بعد حركة 18 نوفمبر 1963. شغل منصب وزير الشئون البلدية والقروية من أكتوبر 1964 إلي يوليو 1965 حيث استقال احتجاجاً على سياسة عبد السلام عارف التي راّها البعض سياسة فردية. ساهم سنة 1965 مع قوى قومية أخرى في تأسيس الحركة الاشتراكية العربية.

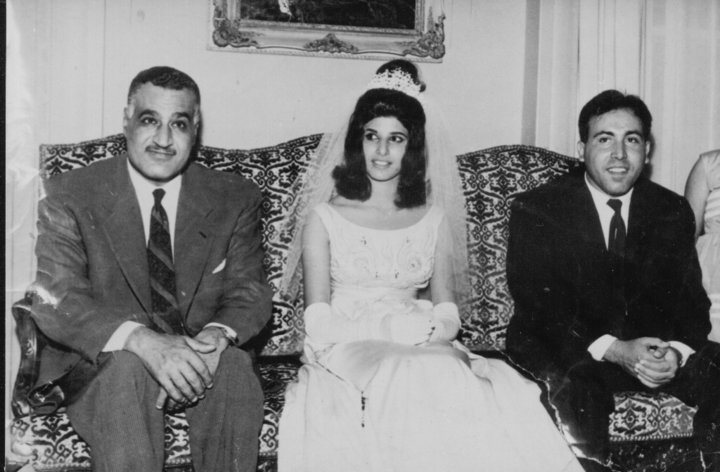
حفل زفاف فؤاد الركابي بحضور الزعيم الراحل جمال عبد الناصر - القاهرة 1963

## وفاته
اعتقل بعد وصول حزب البعث إلى السلطة في 17 يوليو 1968 وسجن، وقتل في النهاية في السجن سنة 1971 قبل انتهاء محكوميته بأسبوعين وذلك بطعنة سكين من قبل أحد السجناء واسمه "عبد الرزاق عبد الله الدليمي"، وقيل أن مرتكب الجريمة هو أحد أعضاء المخابرات؛ بينما صرحت الحكومة في تلك الفترة إن حادث القتل جاء نتيجة شجار داخل السجن وإن القاتل أُعدم.[بحاجة لمصدر]
في 2008، صرح وزير الأعلام العراقي خلال فترة حكم صدام حسين حامد الجبوري في برنامج شاهد على العصر على قناة الجزيرة الفضائية في استضافة الاعلامي أحمد منصور أن صدام حسين مدير مكتب العلاقات العامة (جهاز المخابرات فيما بعد) كان المسؤول المباشر باعتباره المسؤول عن الأجهزة الأمنية أنذاك. مضيفا «قبل اليوم الأخير من خروجه، حيث كان من المفترض أن يغادر السجن بعد يوم واحد، تم تحريض شخص على قتله برواية مفبركة لا أتذكرها الان، لكنه طعن في سجن بعقوبة وبقي ينزف، فأخذوه للمشفى وجاءت الأوامر للطبيب بعدم اسعافه ليفارق الحياة»

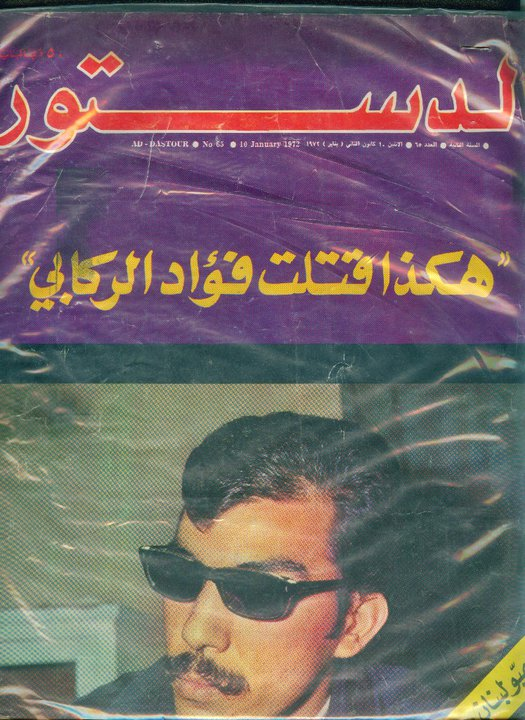
قاتل فؤاد الركابي

## أنظر
- علي رضا الركابي